# Холлаи, Бела (дирижёр)
Бела Холлаи (венг. Hollai Béla; 22 февраля 1928, Будапешт — 20 ноября 1986, Висбаден) — венгерско-немецкий дирижёр. Сын певца Белы Холлаи.
В 1945—1956 гг. корепетитор балетных спектаклей Венгерского оперного театра, спорадически выступал как аккомпаниатор концертных программ и как дирижёр. После подавления Венгерского восстания 1956 года вместе с балериной Дорой Чинади бежал в Западный Берлин. 21 мая 1957 года дебютировал с Берлинским филармоническим оркестром в программе из произведений Золтана Кодая, Фридерика Шопена и Петра Чайковского.
В 1957—1962 гг. возглавлял Гёттингенский симфонический оркестр. В 1961 г. вместе с восточногерманским дирижёром Олафом Кохом провёл совместное гастрольное турне музыкантов Гёттингенского оркестра и Театра Альтмарка в ГДР и ФРГ. Затем работал в Висбадене, преимущественно как балетный дирижёр; среди прочего в 1968 году дирижировал в ходе гастролей в Висбадене советских танцоров Ирины Колпаковой и Владилена Семёнова.